# 로니 도슨
로니 사일러스 도슨(Ronnie Silas Dawson, 1995년 5월 19일 ~ )은 미국의 야구 선수이자, 전 KBO 리그 키움 히어로즈의 외야수이다.

## 미국 프로야구 시절
2021년에 휴스턴 애스트로스에 입단하였다.

## 미국 독립야구 시절
2023년에 렉싱턴 카운터 클락스에 입단하였다.

## 한국 프로야구 시절

### 키움 히어로즈시절
2023년 7월에 에디슨 러셀을 대체할 외국인 야수로 영입되었다.